# Congreso Eucarístico Nacional
El Congreso Eucarístico Nacional es un acontecimiento de la Iglesia católica de culto a Cristo en la Eucaristía. Así, una Iglesia local invita a otras Iglesias y sus fieles para reflexionar, profundizar, estudiar y celebrar conjuntamente el misterio eucarístico, con algún tema concreto que figure de lema en el congreso. En estas manifestaciones eucarísticas se pueden encontrar celebraciones de la Palabra de Dios, sesiones de catequesis y conferencias. El centro y culmen de todos los actos de un congreso eucarístico es la celebración de la Eucaristía.

## Congresos celebrados en España

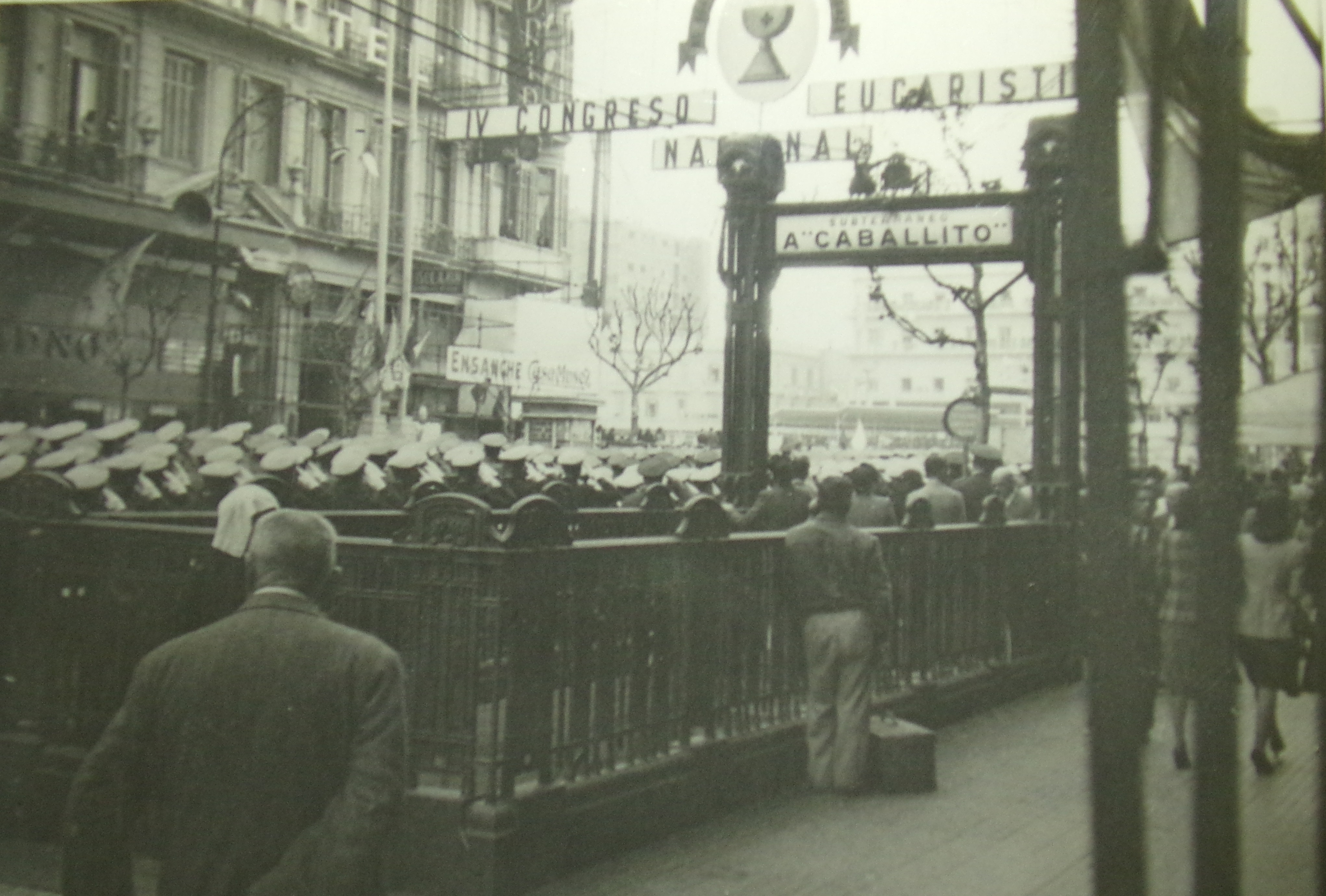
Avenida de Mayo y 9 de Julio.

- Avenida de Mayo y 9 de Julio.I Congreso Eucarístico español (Valencia, 1893)

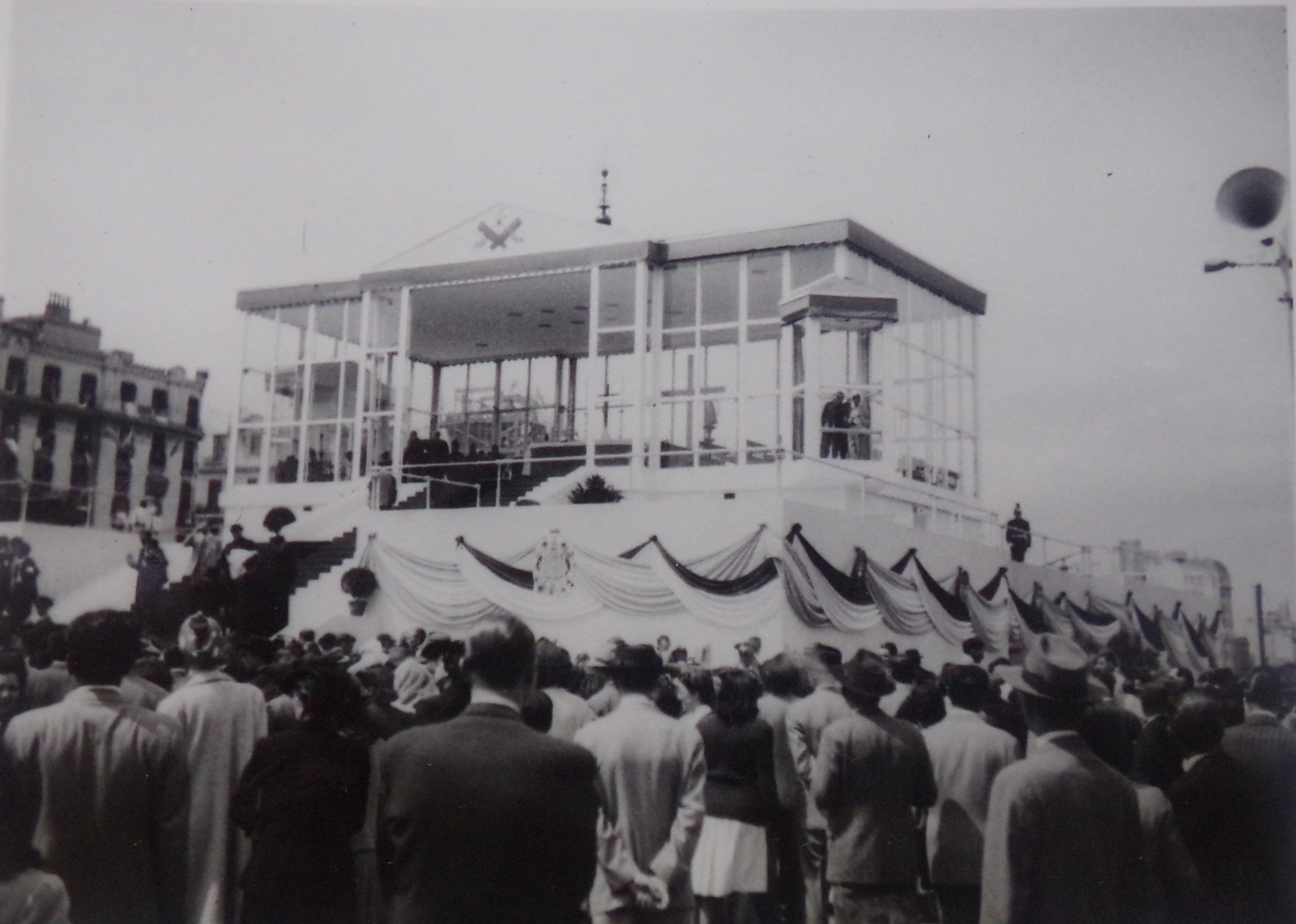

- II Congreso Eucarístico español (Lugo, 1896)
- III Congreso Eucarístico español (Toledo, 1926)

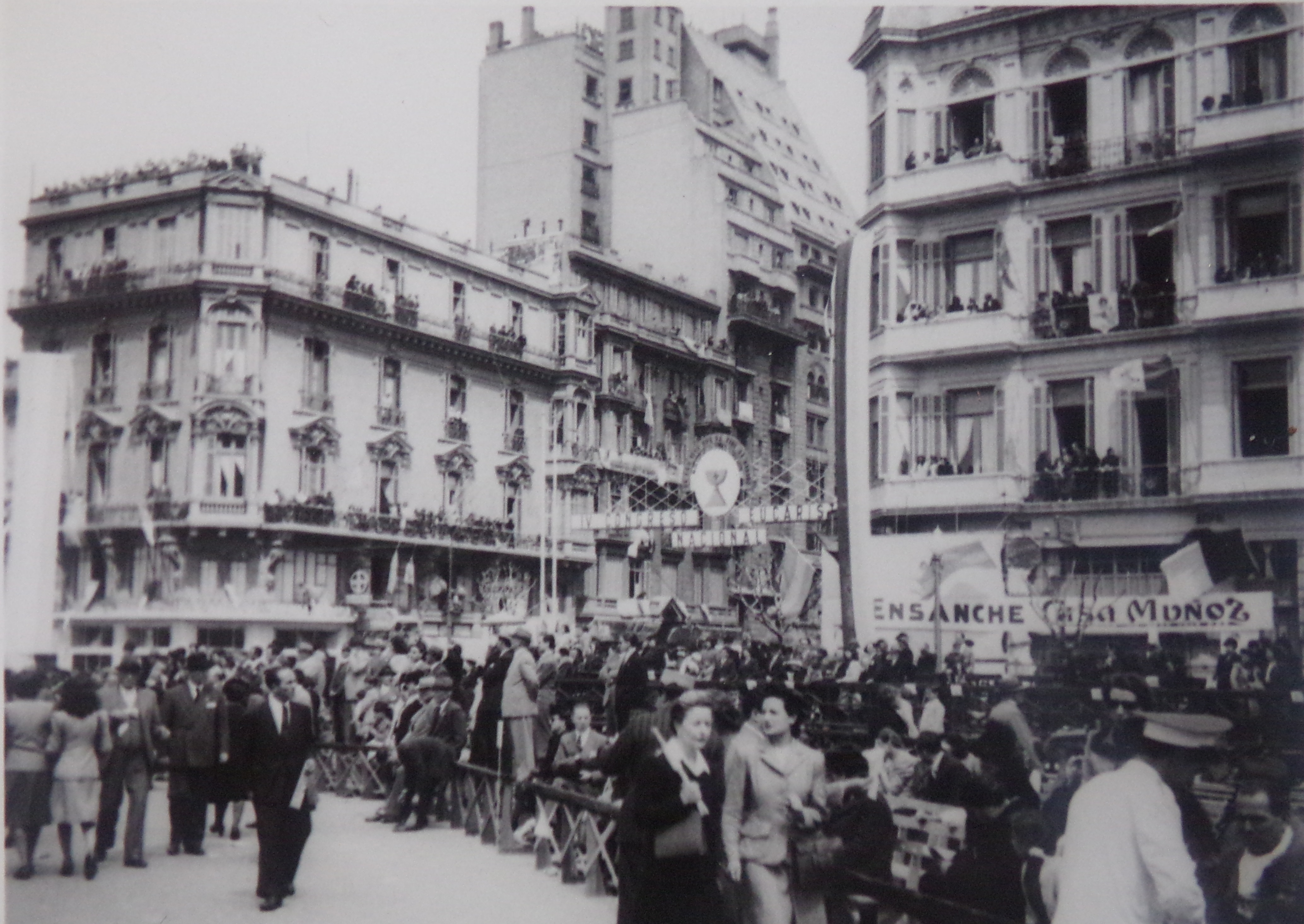

- IV Congreso Eucarístico Nacional (Granada, 1957)
- V Congreso Eucarístico Nacional (Zaragoza, 1961)
- VI Congreso Eucarístico Nacional (León, 1964)
- VII Congreso Eucarístico Nacional (Sevilla, 1968)
- VIII Congreso Eucarístico Nacional (Valencia, 1972)
- IX Congreso Eucarístico Nacional (Santiago de Compostela, 1999)
- X Congreso Eucarístico Nacional (Toledo, 2010).[1]

## Congresos celebrados en Argentina
- I. Buenos Aires, julio de 1916 (coincidiendo con el Centenario de la Independencia Argentina)
- II. Lujan, 1937 (en el cincuentenario de la coronación de la Virgen de Lujan)
- III. Santa Fe, 9 al 13 de octubre de 1940
- IV. Buenos Aires, 12 al 15 de octubre de 1944 (10° aniversario del Congreso Eucarístico Internacional)
- V. Rosario, 21 a 29 de octubre de 1950 (Año Santo)
- VI. Córdoba, octubre de 1959
- VII. Salta, 6 al 13 de octubre de 1974
- VIII. Buenos Aires, 11 al 14 de octubre de 1984 (en el cincuentenario del Congreso Eucarístico Internacional)
- IX. Santiago del Estero, 1 al 4 de septiembre de 1994
- X. Corrientes, 2004
- XI Congreso Eucarístico Nacional (San Miguel de Tucumán 2016)

También se realizó en 1934 en la ciudad de Buenos Aires el XXXII Congreso Eucarístico Internacional

## Congresos celebrados en Perú
- I. Lima, 1935[2]
- II. Arequipa, 1940[3]
- III. Trujillo, 1943[4]